# Warren Zevon
Warren William Zevon (født 24. januar 1947 i Chicago - død 7. september 2003 i Los Angeles) var en amerikansk rockmusiker. Zevons far, med tilnavnet Zivotovsky, kom fra Rusland, og hans mor var amerikaner. Som barn regnedes Zevon for utrolig talentfuld og intelligent, idet han opnåede det højeste resultat nogensinde i en IQ-test fra Fresno (Californien). Han klarede sig dog ikke særlig godt i skolen, mest fordi hans familie flyttede meget rundt.
I sine sene teenageår arbejdede han på musikselskabet White Whale, hvor han bl.a. skrev sange for The Turtles. I 1967 indledte Zevon et samarbejde med Imperial Records og udgav sit debutalbum i 1969. Men salgssuccesen udeblev, og først i 1976 udgav han sit andet album. Hans gennembrud i USA kom med det tredje album Excitable Boy, som indeholdt hitsinglen "Werewolves of London". I 1987 fik han et stort hit med en sang om bokseren Ray Mancini. Han turnerede med Everly Brothers og arbejdede med navne som R.E.M., Bob Dylan, Neil Young og Don Henley.
Den 12. september 2002 fortalte Warren Zevon, at han var blevet ramt af lungehindekræft, en uhelbredelig kræftform, og efter diagnosen begyndte han at arbejde på sit sidste album, The Wind. Den 7. september 2003, lidt over en uge efter albummets udgivelse, døde Warren Zevon, men nåede lige akkurat at opleve alle sine børnebørn blive født.
Zevon blev posthumt tildelt to Grammy Awards, for The Wind ("Best Contemporary Folk Album") og for sangen "Disorder in the House", som var en sangduet med Bruce Springsteen ("Best Rock Performance By a Duo or Group With Vocal").

## Diskografi
1. Wanted Dead or Alive - 1969
2. Warren Zevon - 1976
3. Excitable Boy - 1978
4. Bad Luck Streak in Dancing School - 1980
5. Stand in the Fire - 1980
6. The Envoy - 1982
7. Sentimental Hygiene - 1987
8. Transverse City - 1989
9. Mr. Bad Example - 1991
10. Learning to Flinch - 1993
11. Mutineer - 1995
12. Life'll Kill Ya - 2000
13. My Ride's Here - 2002
14. The Wind - 2003